# Franz Stoß
Franz Stoß (* 28. Mai 1909 in Wien-Ottakring; † 21. Juni 1995 in Steinbach am Attersee, Oberösterreich) war ein österreichischer Schauspieler, Regisseur und Theaterleiter.

## Leben
Stoß besuchte zunächst das Wiener Schottengymnasium und studierte anschließend zwischen 1928 und 1932 an der Universität Wien Rechtswissenschaften; parallel dazu besuchte er auch die Akademie für Musik und darstellende Kunst. Von 1929 bis 1930 gehörte Stoß dem Wiener Volkstheater an, 1930/31 dem Stadttheater Bern.
1932 holte man Stoß als Regisseur an die Städtischen Bühnen nach Graz und 1933 ging er in gleicher Funktion an das Stadttheater Teplitz-Schönau. 1934 übernahm er die Leitung des Stadttheaters in Troppau und 1940 avancierte Stoß für zwei Jahre zum Intendanten der Städtischen Bühnen Teplitz-Schönau.
In den Jahren 1942 bis 1945 leitete Stoß die Berliner Künstlerbühnen und nach Ende des Zweiten Weltkriegs berief man ihn als Direktor an das Bürgertheater in Wien. Dieses Amt gab er auf, als er 1951 die Leitung des Theaters in der Josefstadt übernahm. Dieses Amt hatte er bis 1977 inne; 1953 bis 1958 und nochmals von 1972 bis 1977 stand ihm gleichberechtigt Ernst Haeusserman zur Seite.
Als Schauspieler glänzte er vor allem in komischen Rollen, auch in Film und Fernsehen, wo er oftmals hohe Offiziere der k.u.k.-Armee darstellte, wie z. B. in den sehr ernsthaften Rollen des Majors Zoglauer in der Verfilmung des Romans Radetzkymarsch von Michael Kehlmann aus 1965 sowie des Leiters des Evidenzbüros der k.u.k.-Armee (Abwehr bzw. militärischer Nachrichten- und Geheimdienst) in der Fernsehserie Ringstraßenpalais aus 1980. Besondere Popularität erlangte er ab 1980 durch die Darstellung des pensionierten Sektionschefs Franz Lafite in der ORF-Kultserie Die liebe Familie. Bei der Neusynchronisation der restaurierten Fassung von Casablanca sprach er 1975 die Rolle des Oberkellners Carl.
Im Jahr 1984 erhielt Stoß den Ehrenring der Stadt Wien.

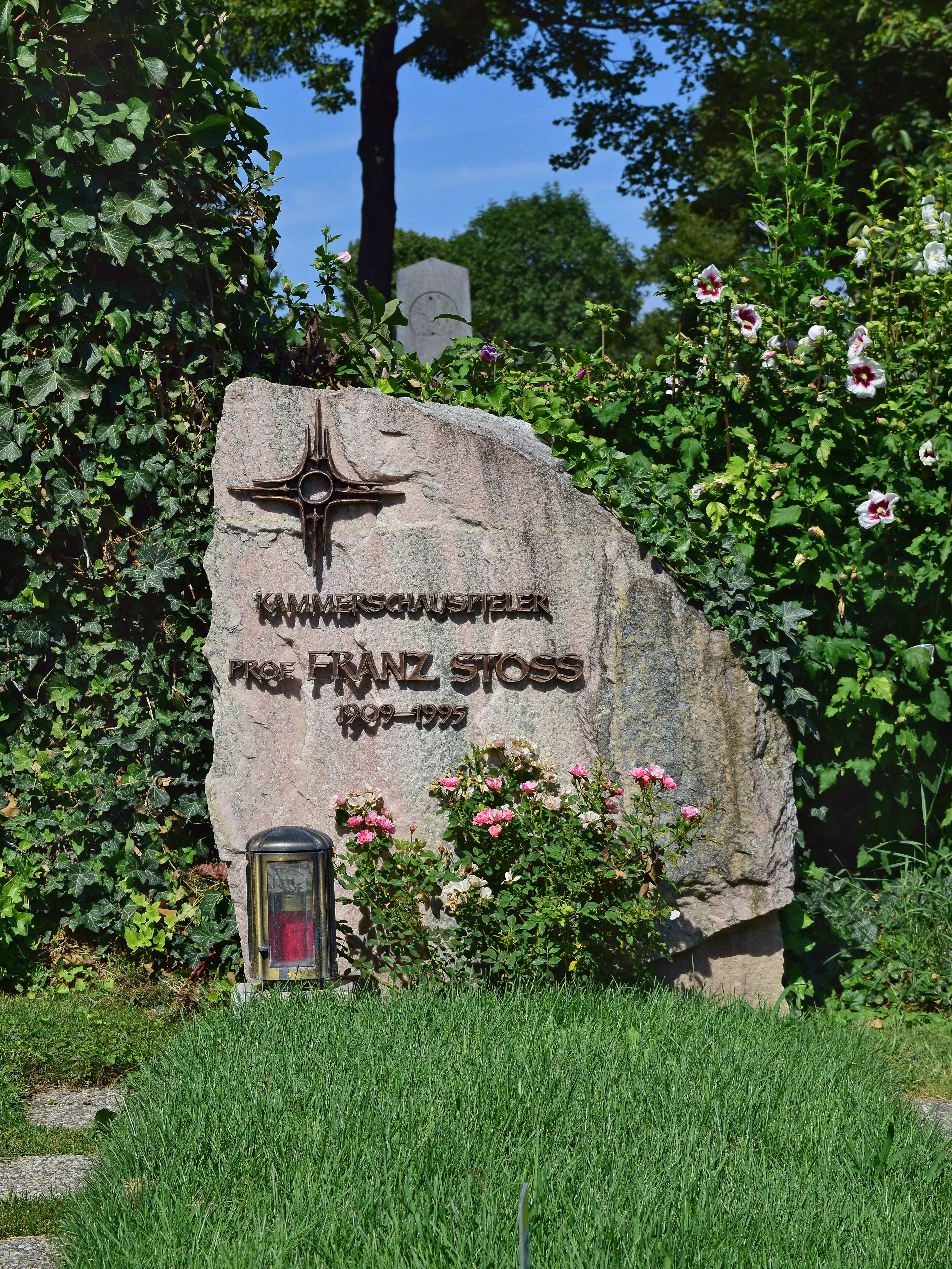
Grabstätte von Franz Stoß

Franz Stoß starb am 21. Juni 1995 im Alter von 86 Jahren in Steinbach am Attersee. Seine letzte Ruhestätte fand er in einem ehrenhalber gewidmeten Grab auf dem Wiener Zentralfriedhof (Gruppe 40, Nummer 171).

## Filmografie (Auswahl)
- 1955: Um Thron und Liebe
- 1963: Die lustigen Vagabunden
- 1963: Der Musterknabe
- 1964: Das hab ich von Papa gelernt
- 1964: Verdammt zur Sünde
- 1965: Radetzkymarsch
- 1966: Italienische Nacht
- 1966: Der Fall Bohr
- 1967: Kurzer Prozeß
- 1967: Der Befehl
- 1969: Die Moritat vom Räuberhauptmann Johann Georg Grasel
- 1970: Zug fährt Wiental
- 1970: Der Querulant
- 1970: Der Fall Regine Krause
- 1971: Tatort – Mordverdacht
- 1972: Galgentoni
- 1972: Trubel um Trixie
- 1972: Die merkwürdige Lebensgeschichte des Friedrich Freiherrn von der Trenck
- 1973: Abenteuer eines Sommers
- 1975: Des Christoffel von Grimmelshausen abenteuerlicher Simplicissimus
- 1977: Tatort – Der vergessene Mord
- 1977: In freier Landschaft
- 1978: Wallenstein
- 1980: Glaube Liebe Hoffnung
- 1980: Land, das meine Sprache spricht
- 1980: Ringstraßenpalais
- 1980–1993: Die liebe Familie, Fernsehserie (384 Folgen)
- 1981: Der Bockerer
- 1983: Am Ufer der Dämmerung
- 1987: Ignaz Semmelweis – Arzt der Frauen

## Auszeichnungen
- 1963: Großes Silbernes Ehrenzeichen für Verdienste um die Republik Österreich
- 1969: Josefstadtring
- 1969: Ehrenmedaille der Bundeshauptstadt Wien in Gold (Übernahme: 4. November)
- 1974: Österreichisches Ehrenkreuz für Wissenschaft und Kunst I. Klasse (25. November)
- 1977: Großes Silbernes Ehrenzeichen für Verdienste um das Land Wien (24. August)
- 1984: Ehrenring der Stadt Wien (29. September)
- 1984: Großes Verdienstkreuz des Verdienstordens der Bundesrepublik Deutschland